# Сухурлуј (Галац)
Сухурлуј (рум. Suhurlui) насеље је у Румунији у округу Галац у општини Сухурлуј. Oпштина се налази на надморској висини од 67 m.

## Становништво
Према подацима из 2002. године у насељу је живело 1501 становника, од којих су сви румунске националности.